# Cadena Simpson

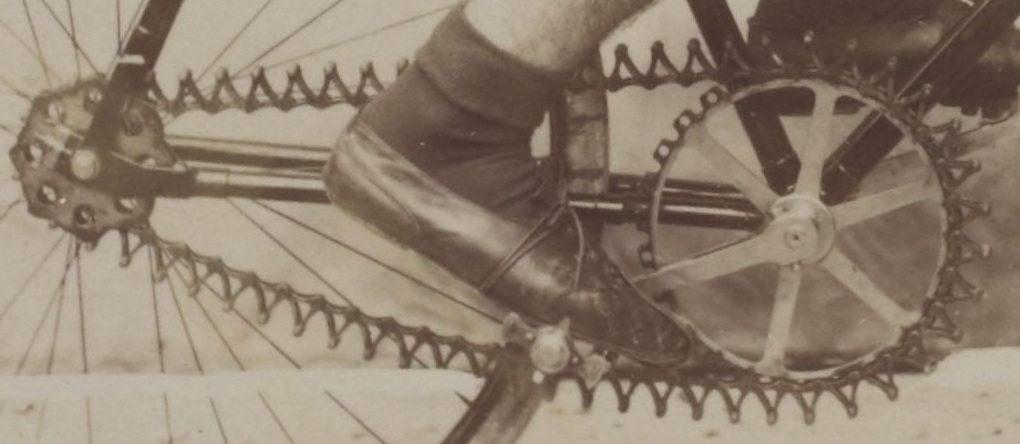
Detalle de la imagen siguiente, mostrando la cadena Simpson

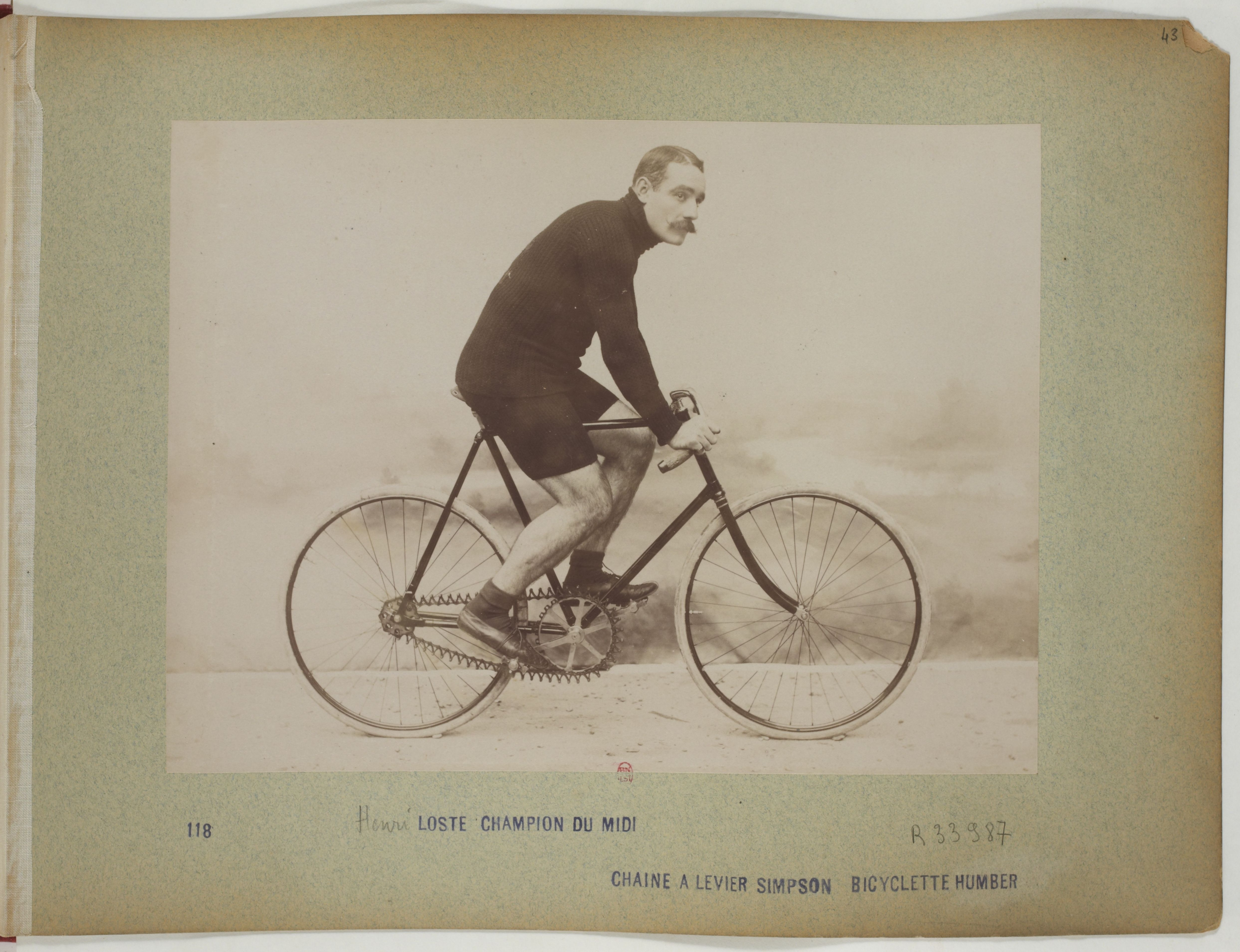
Henri Loste, Campeón del Midi, en una bicicleta Humber con una cadena Simpson (1894)

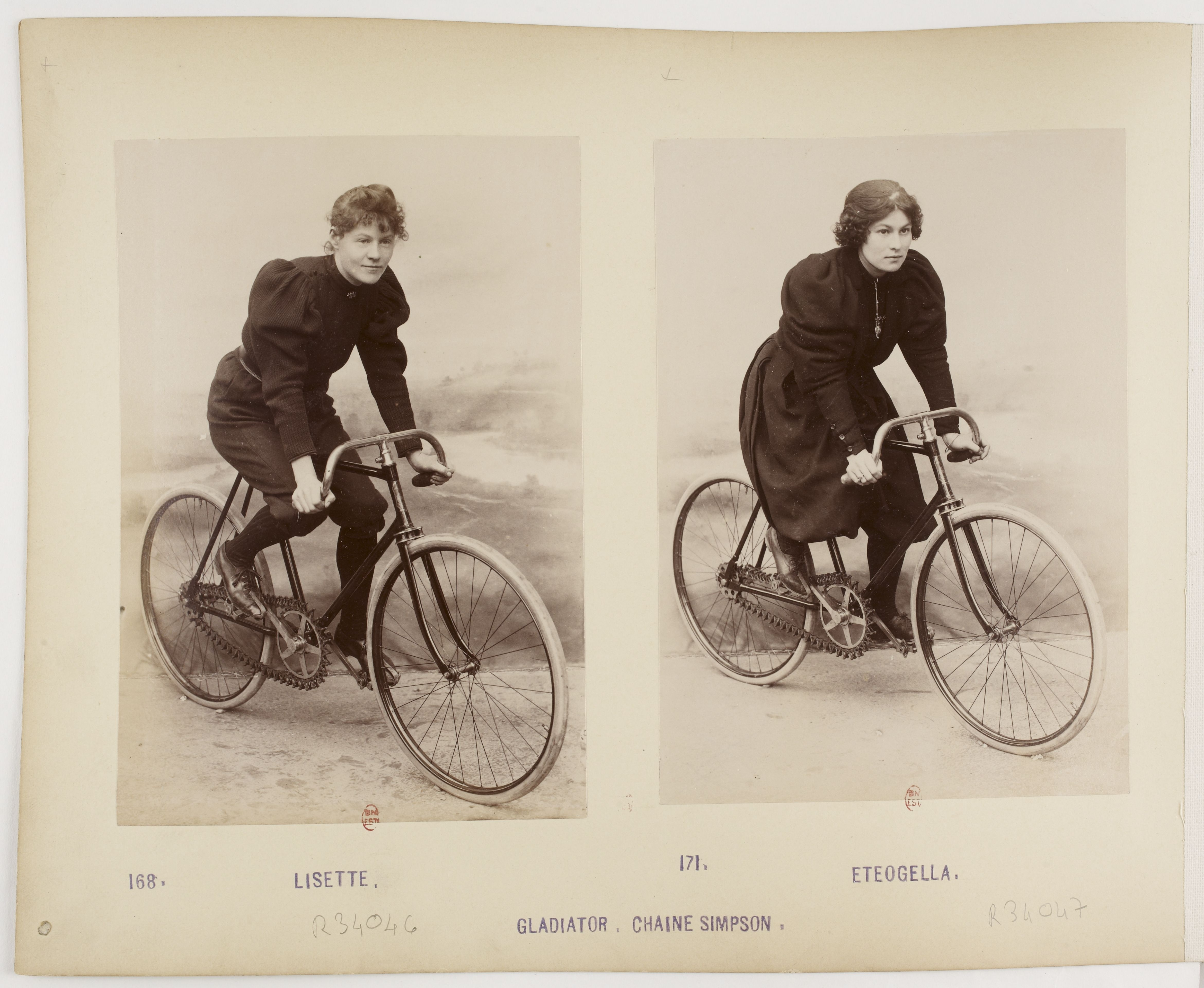
Lisette y Eteogella con sus bicicletas Gladiator, equipadas con cadenas Simpson (1896)

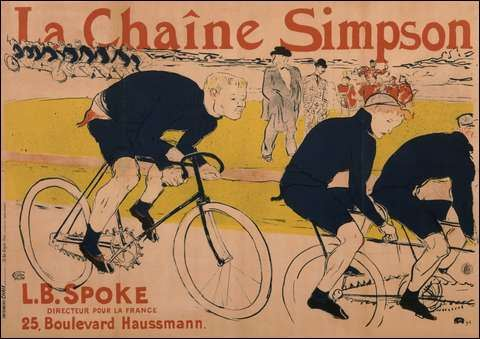
Cartel publicitario, obra de Henri de Toulouse-Lautrec (1896), con un dibujo de Constant Huret tras un tándem Gladiator con cadena Simpson en el Velódromo del Sena. Lisette Marton, Campeona de Europa de Ciclismo, también patrocinada por Simpson, ocupa la plaza trasera del tándem.

La cadena Simpson (en inglés, Simpson Chain o Simpson Lever Chain) era un tipo de cadena de bicicleta, inventado en Inglaterra por William Spears Simpson en 1895. El diseño se apartó de la cadena de bicicleta de rodillos estándar: estaba compuesto por triángulos unidos que formaban dos niveles. El nivel inferior era impulsado por el plato y el externo impulsaba el piñón trasero. En lugar de dientes, el plato y el engranaje tenían surcos en los que se enganchaban los rodillos de la cadena.

## Historia
Simpson afirmó, aunque posteriormente quedó ampliamente desacreditado, que las levas de esta cadena proporcionaban una ventaja mecánica que podía amplificar la energía producida por el ciclista. Contrató a grandes ciclistas como Constant Huret, Lisette Marton y Tom Linton (famoso por la prueba Burdeos-París) y al Gladiator Pacing Team de Francia para competir cubriendo altas apuestas en una serie de carreras organizadas en Inglaterra, denominadas Chain Matches. Sus equipos tuvieron mucho éxito.
Jimmy Michael (representado en un anuncio obra de Toulouse-Lautrec) asistió a la llamada Carrera de las Cadenas en la pista de Catford en 1896. Simpson insistió tanto en que era una mejora sobre las cadenas convencionales, que apostó parte de su fortuna en estas carreras.
Pryor Dodge escribió:

En el otoño de 1895, Simpson aceptó apuestas de 10 a 1, afirmando que los corredores con su cadena vencerían a los ciclistas con cadenas normales. Más tarde conocidas como Chain Matches, estas carreras disputadas en la pista de Catford en Londres atrajeron a grandes multitudes, estimadas entre doce y veinte mil personas en junio de 1896. El equipo de Simpson no solo incluía a los mejores corredores: Tom Linton, Jimmy Michael y Constant Huret; además contaba con el equipo Gladiator traído de París. Los triciclos y cuadriciclos que abrían pista permitían que un ciclista corriera más rápido al protegerlo de la resistencia del aire. Aunque Simpson ganó los Chain Matches, estas carreras solo demostraron que los equipos de multiciclos Gladiator que abrían pista eran superiores a sus rivales ingleses.

Multitudes de hasta 20.000 personas asistieron a las Chain Races y "Simpson contra era el lema escuchado cuando los ciclistas se enfrentaban entre sí".
Bill Mills, de The Bicycle, recordó:

"Todos los eventos fueron carreras de distancia, con un recorrido de varias vueltas. El apogeo del ritmo se produjo cuando apareció el famoso equipo Dunlop de cuatriciclos y triciclos. Los equipos de Dunlop marcaban el ritmo para los corredores de cadena normal, interviniendo unos 80 corredores y máquinas por valor de 2000 libras que abrieron pista. Simpson trajo el equipo Gladiator de París para abrir pista, que constaba de un surtido de 12 cuadriciclos y bicicletas de cinco hombres y varios triciclos".

Cuando terminó la fiebre del ciclismo de 1890, la compañía Simpson Lever Chain colapsó espectacularmente, bajo la administración del notorio empresario y financiero Ernest Terah Hooley, quien anteriormente había adquirido los derechos de Simpson sobre la cadena. La compañía finalmente se clausuró en 1898, provocando la primera de las cuatro bancarrotas de Hooley.
Esta invención probablemente se hubiera olvidado hace tiempo, excepto porque:
- La cadena de Simpson se retrata en un trabajo del artista francés posimpresionista Henri de Toulouse-Lautrec.
- El equipo Simpson Lever Chain Racing empleó al ciclista belga Hélène Dutrieu que se convirtió en un ciclista especializado en escenas de acción y pionero como piloto de aviación.
- Las promociones de Simpson fueron tan extensas y efectivas que gran parte de su material promocional hoy es objeto de coleccionismo.

## En otros idiomas
- Simpson-Hebelkette en alemán.
- Chaîne à levier Simpson en francés.